# Belleville-sur-Vie

Belleville-sur-Vie este o comună în departamentul Vendée, Franța. În 2009 avea o populație de 3,755 de locuitori.